# در قلمرو خورشید رو به افول
در قلمروی خورشید رو به افول (به انگلیسی: Within the Realm of a Dying Sun) سومین آلبوم گروه موسیقی استرالیایی دد کن دنس است.

## فهرست آهنگ‌ها
| عنوان                                   | زمان |
| --------------------------------------- | ---- |
| «Anywhere Out of the World»             | ۵:۰۸ |
| «Windfall»                              | ۳:۳۰ |
| «In the Wake of Adversity»              | ۴:۱۴ |
| «Xavier»                                | ۶:۱۶ |
| «Dawn of the Iconoclast»                | ۲:۰۶ |
| «Cantara»                               | ۵:۵۸ |
| «Summoning of the Muse»                 | ۴:۵۵ |
| «Persephone (The Gathering of Flowers)» | ۶:۳۶ |